# Сворад (святий)
Сворад (Андрій-Сворад; лат. Zoerardus, пол. Świerad; близько 980 — близько 1030) — словацький святий, покровитель міста Нітра і Нітрянського єпископства.

## Життєпис
Святий Сворад народився в містечку Опатовець на Віслі (Мала Польща). Протягом кількох років жив відлюдником недалеко від села Троп'є-над-Дунайцом.
У період правління угорського короля Іштвана I Сворад прибув до Нітри, де вступив до бенедиктинського релігійного ордену монастиря Святого Іполита в Зоборі. Там від ігумена Філіпа прийняв чернечий постриг і отримав чернече ім'я Андрій.
Святий Сворад жив відлюдником у Зоборі. Відомо, що він вів самітницьке життя в невеликій печері недалеко від монастиря. Печера з того часу називається Сворадовою печерою. Він жив у стані настільки суворого аскетизму, що за легендою залізний ланцюг, який він носив навколо пояса, вріс у його тіло. Його учнем був святий Бенедикт (Бенядик), що жив відлюдником у Скалці-при-Тренчині.
Святий Сворад помер близько 1030 року. Нітрянський герцог Геза ще 1064 року зробив перші кроки до прилучення Андрія до лику святих. Однак культ цього першого словацького святого був офіційно затверджений тільки в 1083 році папою римським Григорієм VII заслугами угорського короля Ласло I.
Мощі святого Сворада спочивають у Соборі святого Еммерама в Нітрі.
Про життя святого Сворада відомо з «Легенди про пустельників Сворада-Андрія і Бенедикта», написаної єпископом, поетом і письменником XI століття Мавром.